# Reacción de Gattermann-Koch
La Reacción de Gattermann-Koch  es una reacción orgánica que consiste en una reacción de acilación tipo Friedel-Crafts en los que se utilizan monóxido de carbono y ácido clorhídrico para dar como producto benzaldehido (O el derivado correspondiente) en presencia un ácido de Lewis (Cloruro de aluminio o Cloruro de zinc) y de trazas de cloruro de cobre (I). Fue nombrada por los químicos alemanes Ludwig Gattermann y Julius Koch.

Reacción de Gattermann-Koch.

Una aplicación de esta reacción es la conversión de tolueno al p-tolualdehído.